# Kotyle
Kotyle er en antik græsk vasetype. Den minder om skyfos, det vil sige en enkel kop med to vandrede hanke; forskellen er at en kotyle ikke har nogen markant kant.